# Balanites rotundifolia
Balanites rotundifolia là một loài thực vật có hoa trong họ Zygophyllaceae. Loài này được (Tiegh.) Blatt. miêu tả khoa học đầu tiên năm 1919.